# ひばり公園
東近江市ひばり公園（ひがしおうみしひばりこうえん）は、滋賀県東近江市にある都市公園。

## 概要
総面積114,000m2（湖東スタジアム20,000m2、ひばりグラウンド10,000m2、全天候型テニスコート4面、ひばりドーム1400m2、パークゴルフ場18ホール大小研修室、大型遊具等含む）、駐車場290台収容する施設を有する。現在の管理者は公益財団法人東近江市地域振興事業団（指定管理者）である。

## 沿革
ひばり公園の造営は、町政30周年を記念した旧・湖東町（現・東近江市）により1984年度から都市計画公園事業「ひばり公園」として開始され、1991年（平成3年）4月1日に竣工した。

## 主な施設
湖東スタジアム
1991年5月12日に完工。当時滋賀県内最大級の野球場（中堅120メートル、両翼98メートル）であった。内野席425人、外野席2,500人の収容規模となっており、高校野球滋賀県大会の会場の一つとして位置付けて竣工された。
2017年よりベースボール・チャレンジ・リーグに加入した滋賀ユナイテッドベースボールクラブ→オセアン滋賀ブラックスが2021年まで公式戦を開催しており、初年度は最も多くの試合を実施した。しかし、同チームが滋賀GOブラックスに改称して日本海オセアンリーグの所属に変わった2022年の日程表では試合が予定されず、実際にも開催はなかった。滋賀は同年シーズン終了に活動を休止している。
2023年に、関西独立リーグ（さわかみ関西独立リーグ）の和歌山ウェイブスが、主催試合1試合の開催を予定していたが、その後実施前に和歌山県内の球場に変更となった。

## イベント
毎年8月には「ことぼん」が開催されている。2023年までイルミネーションイベント「コトナリエ」が開催されていたが終了し、2024年からはその前身だった「ことう夏まつり」を「ことぼん」として復活させた。